# Лахово (Словенія)
Лахово (словен. Lahovo) — поселення в общині Блоке, Регіон Нотрансько-крашка, Словенія. Висота над рівнем моря: 751,5 м.